# موزيلا
موزيلا هو طقم برامج حر، مجاني ومفتوح المصدر، يتضمن متصفح ويب، قارئ بريد إلكتروني، محرر صفحات لغة ترميز النص الفائق وبرنامج للدردشة في قنوات آي آر سي، يمكن استخدام موزيلا في العديد من أنظمة التشغيل، وقد بدأ تطوير البرنامج في شركة نيتسكيب وتقوم مؤسسة موزيلا الآن بتطويره بالتعاون مع مجتمع البرامج الحرة.

## لمحة عامة
استخدم الاسم موزيلا كاسم التطوير للمتصفح نتسكيب منذ بدايته، إذ أن المتصفح نتسكيب تلى المتصفح موزاييك، وأراد المطورن منه أن يتفوق على موزاييك، فجاء الاسم موزيلا من اختصار العبارة Mosiac-killer Godzilla، وظل هذا الاسم داخليا يستخدم ضمن فريق التطوير فقط.
في مارس 1998، أطلقت شركة نتسكيب النص المصدري لطقم الإنترنت نتسكيب، (متضمنا المتصفح نسكيب)، وذلك ضمن رخصة مفتوحة المصدر. سمي التطبيق الناتج عن تطوير هذا النص المصدري بموزيلا، ورافق ذلك تكوين مؤسسة موزيلا، في موقع موزيلا.
على الرغم من أن إهمال أجزاء كبيرة من النص البرمجي الأصلي\b بعد ذلك بفترة قصيرة، إلا أن مؤسسة موزيلا قد نجحت بتطوير طقم إنترنت مكتمل المواصفات، تفوق على نتسكيب بالمزايا والإستقرار.
استمر تطوير المتصفح موزيلا تحت إشراف شركة إيه أو إل، حتى يوليو 2003، حيث تم إسناد هذه المهمة إلى مؤسسة موزيلا، هذه المؤسسة هي منظمة غير ربحية مكونة بشكل أساسي من المطورين والمسؤولين عن موقع موزيلا، وهي تملك كافة حقوق الملكية المتعلقة بموزيلا. تلقت المؤسسة في بدايتها التبرعات من شركات AOL وآي بي إم وصن ميكروسيستمز وريد هات وميتش كابور Mitch Kapor، إلا أن ذلك تلى انهاء كل العلاقات مع شركة AOL بعد إعلان إيقاف تطوير المتصفح نتسكيب واستخدام AOL لمتصفح إنترنت إكسبلورر من شركة مايكروسوفت في الإصدارات القادمة من برامج AOL.
كغيره من المشاريع الكبيرة، أصبح موزيلا منصة لتطوير برامج ومكتبات أخرى، تتراوح في تعقيدها من برمجيات صغيرة مكتوية بلغة جافا سكريبت، إلى برامج كاملة متعددة الإمكانيات.

## مستقبل موزيلا
تم وضع خطة عمل جديدة لتطوير موزيلا، فبدلا من أن يكون موزيلا طقم واحد مكون من مجموعة متكاملة من البرامج، سيصبح مجموعة من البرامج الأصغر التي تستخدم نفس التقنيات أساسا لعملها، كمحرك التصيير جيكو، ستتابع هذه التطبيقات عملها معا كما سبق، إلا أنها ستتعامل بشكل أفضل مع غيرها من التطبيقات أيضا.
يهدف تقسيم المشروع إلى أجزاء إلى:
- تقليص حجم التطبيق من ناحية متطلبات الموارد والنص المصدري.
- تسهيل عملية إدارة المشاريع.
- زيادة الوحدوية ضمن المشروع، وبالتالي الأمن والاعتمادية.

ليست هذه الأهداف أهداف طويلة الامد، فقد صدر المتصفح فيرفكس، وعميل البريد الإلكتروني ثندربرد يتطور بسرعة كبيرة بعد استقلاله عن طقم موزيلا.

## نشاطات أخرى

### موزيلا برسونا
(بالإنجليزية: Mozilla Persona)‏

### سوق فايرفوكس
(بالإنجليزية: Firefox Marketplace)‏

### ويب مايكر
(بالإنجليزية: Webmaker)‏

### شبكة مطوري موزيلا
(بالإنجليزية: Mozilla Developer Network)‏

## اقرأ أيضا
- مؤسسة موزيلا
- موزيلا فيرفكس
- موزيلا ثندربرد
- قائمة متصفحات ويب

## وصلات خارجية
- الموقع الرسمي
- الموقع الرسمي بالعربية
- ويكي موزيلا